# Апиче
Апиче (итал. Apice) — город в Италии, расположен в области Кампания, в провинции Беневенто.
Население составляет 5 545 человек (на 31-5-2018), плотность населения составляет 113,07  чел./км². Занимает площадь 49,04 км². Почтовый индекс — 82021. Телефонный код — 00824.
Небесным покровителем города считается Иоанн Креститель. Праздник города ежегодно празднуется 24 июня.